# Rally dell'Acropoli 2004
Il Rally dell'Acropoli 2004, ufficialmente denominato 51st Acropolis Rally of Greece, è stata la sesta prova del campionato del mondo rally 2004 nonché la cinquantunesima edizione del Rally dell'Acropoli e la trentesima con valenza mondiale. 
La manifestazione si è svolta dal 3 al 6 giugno sugli sterrati rocciosi che attraversano le zone montuose della Grecia Centrale, con base a Lamia, cittadina situata circa 200 km a nord-ovest della capitale Atene; le prime due frazioni si svolsero nei territori a sud di Lamia, con inoltre una prova super speciale da disputarsi nei pressi dell'antica città di Lilea, mentre per la giornata finale ci si spostò a nord; Lamia fu inoltre sede del parco assistenza per tutti i concorrenti.
L'evento è stato vinto dal norvegese Petter Solberg, navigato dal britannico Phil Mills, alla guida di una Subaru Impreza WRC2004 della squadra 555 Subaru WRT, al loro secondo successo stagionale e al settimo in carriera, precedendo al secondo posto la coppia formata dal francese Sébastien Loeb e dal monegasco Daniel Elena, al volante di una Citroën Xsara WRC della scuderia Citroën Total WRT, al loro quarto podio stagionale, e al terzo quella finlandese composta da Harri Rovanperä e Risto Pietiläinen, su Peugeot 307 WRC del team Marlboro Peugeot Total, per la prima volta sul podio nel 2004. Dopo sei gare la classifica piloti vedeva sempre in vetta Sébastien Loeb con 43 punti, con cinque lunghezze di vantaggio su Petter Solberg (38) e nove su Markko Märtin, fermo a quota 34; tra i costruttori invece Citroën tornò a guidare la graduatoria con 65 punti, davanti a Ford, seconda a 60, e Subaru terza a quota 50.
In Grecia si disputava anche la seconda tappa del campionato Junior WRC, che ha visto vincere l'equipaggio britannico costituito da Guy Wilks e Phil Phug, al volante di una Suzuki Ignis S1600.
Per quanto concerne il regolamento sportivo venne introdotta la norma del SupeRally, ovvero se un equipaggio dovesse ritirarsi prima del termine di una frazione giornaliera, gli sarebbe consentito ripartire il giorno successivo, perdendo tuttavia il diritto di marcare punti e di venire classificato al termine dell'evento. L'obbiettivo primario era quello di consentire alle squadre più in difficoltà di poter accumulare chilometri e dati utili per migliorare le proprie prestazioni. Tale novità venne accolta con favore dalle squadre partecipanti al campionato.

## Dati della prova
| Denominazione ufficiale             | Acropolis Rally of Greece                               |
| Edizione N°                         | 51                                                      |
| Tappa N°                            | 6 di 16                                                 |
| Data manifestazione                 | da giovedì 03/06/2004 a domenica 06/06/2004             |
| Sede ospitante                      | Lamia (Ftiotide, Grecia Centrale)                       |
| Sede del parco assistenza           | Lamia (Ftiotide, Grecia Centrale)                       |
| Superficie                          | Terra                                                   |
| Direttore di gara                   | Anita Passalis                                          |
| Iscritti                            | 72                                                      |
| Partiti                             | 72                                                      |
| Arrivati                            | 33 (45,8%)                                              |
| Prove speciali                      | 22                                                      |
| Prova più breve                     | 2,25 km (PS1, PS9 e PS16: Lilea - Parnassos)            |
| Prova più lunga                     | 32,55 km (PS3 e PS13: Elatia - Zeli)                    |
| Prova più lenta                     | velocità media di 70,50 km/h (PS9: Lilea - Parnassos 2) |
| Prova più veloce                    | velocità media di 97,00 km/h (PS6: Eleftherohori)       |
| Lunghezza prove speciali            | 377,13 km (25,4% della distanza totale)                 |
| Lunghezza complessiva trasferimenti | 1061,35 km                                              |
| Distanza totale                     | 1438,48 km                                              |

## Itinerario
| Frazione   | Data   | Prova  | Ora    | Nome                        | Lunghezza | Totale    |
| ---------- | ------ | ------ | ------ | --------------------------- | --------- | --------- |
| Frazione 1 | 3 giu  | PS1    | 19:00  | Lilea - Parnassos 1         | 2,25 km   | 145,45 km |
| Frazione 1 | 4 giu  |        | 06:30  | Assistenza – Lamia (10 min) | –         | 145,45 km |
| Frazione 1 | 4 giu  | PS2    | 07:53  | Rengini 1                   | 11,84 km  | 145,45 km |
| Frazione 1 | 4 giu  | PS3    | 08:21  | Elatia - Zeli 1             | 32,55 km  | 145,45 km |
| Frazione 1 | 4 giu  |        | 09:42  | Assistenza – Lamia (20 min) | –         | 145,45 km |
| Frazione 1 | 4 giu  | PS4    | 11:35  | Pavliani 1                  | 24,45 km  | 145,45 km |
| Frazione 1 | 4 giu  | PS5    | 12:24  | Stromi 1                    | 14,61 km  | 145,45 km |
| Frazione 1 | 4 giu  | PS6    | 13:27  | Eleftherohori               | 18,44 km  | 145,45 km |
| Frazione 1 | 4 giu  |        | 14:25  | Assistenza – Lamia (20 min) | –         | 145,45 km |
| Frazione 1 | 4 giu  | PS7    | 16:18  | Pavliani 2                  | 24,45 km  | 145,45 km |
| Frazione 1 | 4 giu  | PS8    | 17:07  | Stromi 2                    | 14,61 km  | 145,45 km |
| Frazione 1 | 4 giu  | PS9    | 18:27  | Lilea - Parnassos 2         | 2,25 km   | 145,45 km |
| Frazione 1 | 4 giu  |        | 19:22  | Assistenza – Lamia (45 min) | –         | 145,45 km |
|            |        |        |        |                             |           |           |
| Frazione 2 | 5 giu  |        | 07:00  | Assistenza – Lamia (10 min) | –         | 133,18 km |
| Frazione 2 | 5 giu  | PS10   | 08:46  | Amfissa 1                   | 14,59 km  | 133,18 km |
| Frazione 2 | 5 giu  | PS11   | 09:35  | Drosohori 1                 | 28,68 km  | 133,18 km |
| Frazione 2 | 5 giu  |        | 10:19  | Cambio gomme                | –         | 133,18 km |
| Frazione 2 | 5 giu  | PS12   | 11:22  | Rengini 2                   | 11,84 km  | 133,18 km |
| Frazione 2 | 5 giu  | PS13   | 11:50  | Elatia - Zeli 2             | 32,55 km  | 133,18 km |
| Frazione 2 | 5 giu  |        | 13:11  | Assistenza – Lamia (20 min) | –         | 133,18 km |
| Frazione 2 | 5 giu  | PS14   | 15:24  | Amfissa 2                   | 14,59 km  | 133,18 km |
| Frazione 2 | 5 giu  | PS15   | 16:13  | Drosohori 2                 | 28,68 km  | 133,18 km |
| Frazione 2 | 5 giu  | PS16   | 17:11  | Lilea - Parnassos 3         | 2,43 km   | 133,18 km |
| Frazione 2 | 5 giu  |        | 18:06  | Assistenza – Lamia (45 min) | –         | 133,18 km |
|            |        |        |        |                             |           |           |
| Frazione 3 | 6 giu  |        | 06:30  | Assistenza – Lamia (10 min) | –         | 98,50 km  |
| Frazione 3 | 6 giu  | PS17   | 08:01  | Dikastro 1                  | 26,78 km  | 98,50 km  |
| Frazione 3 | 6 giu  | PS18   | 09:00  | Agios Stefanos 1            | 13,74 km  | 98,50 km  |
| Frazione 3 | 6 giu  | PS19   | 09:38  | Styrfaka 1                  | 9,00 km   | 98,50 km  |
| Frazione 3 | 6 giu  |        | 10:16  | Assistenza – Lamia (20 min) | –         | 98,50 km  |
| Frazione 3 | 6 giu  | PS20   | 12:14  | Dikastro 2                  | 26,78 km  | 98,50 km  |
| Frazione 3 | 6 giu  | PS21   | 13:13  | Agios Stefanos 2            | 13,74 km  | 98,50 km  |
| Frazione 3 | 6 giu  | PS22   | 13:51  | Styrfaka 2                  | 9,00 km   | 98,50 km  |
| Frazione 3 | 6 giu  |        | 14:29  | Assistenza – Lamia (20 min) | –         | 98,50 km  |
| Totale     | Totale | Totale | Totale | Totale                      | Totale    | 377,13 km |

## Risultati

### Classifica
| Pos.                         | Nº       | Pilota           | Co-pilota           | Auto                    | Squadra                             | Classe    | Tempo     | Distacco | Punti    |
| Generale                     | Generale | Generale         | Generale            | Generale                | Generale                            | Generale  | Generale  | Generale | Generale |
| ---------------------------- | -------- | ---------------- | ------------------- | ----------------------- | ----------------------------------- | --------- | --------- | -------- | -------- |
| 1.                           | 1        | Petter Solberg   | Phil Mills          | Subaru Impreza WRC2004  | 555 Subaru WRT                      | WRC       | 4h39'06"2 | –        | 10       |
| 2.                           | 3        | Sébastien Loeb   | Daniel Elena        | Citroën Xsara WRC       | Citroën Total WRT                   | WRC       | 4h39'24"6 | +18"4    | 8        |
| 3.                           | 6        | Harri Rovanperä  | Risto Pietiläinen   | Peugeot 307 WRC         | Marlboro Peugeot Total              | WRC       | 4h39'34"5 | +28"3    | 6        |
| 4.                           | 8        | François Duval   | Stéphane Prévot     | Ford Focus RS WRC 04    | Ford BP Rallye Sport                | WRC       | 4h41'25"6 | +2'19"4  | 5        |
| 5.                           | 16       | Daniel Carlsson  | Mattias Andersson   | Peugeot 206 WRC         | Bozian Racing                       | WRC       | 4h45'56"3 | +6'50"1  | 4        |
| 6.                           | 18       | Manfred Stohl    | Ilka Minor          | Peugeot 206 WRC         | -                                   | WRC       | 4h49'07"8 | +10'01"6 | 3        |
| 7.                           | 14       | Janne Tuohino    | Jukka Aho           | Ford Focus RS WRC 02    | Supset                              | WRC       | 4h50'18"7 | +11'12"5 | 2        |
| 8.                           | 14       | Armodios Vovos   | "El-Em"             | Ford Focus RS WRC 03    | Egnatia Asfalistiki SA              | WRC       | 4h53'13"2 | +14'07"0 | 1        |
| 9.                           | 19       | Antony Warmbold  | Gemma Price         | Ford Focus RS WRC 02    | -                                   | WRC       | 4h55'39"1 | +16'32"9 | -        |
| 10.                          | 9        | Gilles Panizzi   | Hervé Panizzi       | Mitsubishi Lancer WRC04 | Mitsubishi Motors Motor Sports MMSP | WRC       | 4h58'27"6 | +19'21"4 | -        |
| Campionato piloti Junior WRC |          |                  |                     |                         |                                     |           |           |          |          |
| 1. (12.)                     | 33       | Guy Wilks        | Phil Pugh           | Suzuki Ignis S1600      | -                                   | A6 / JWRC | 5h14'13"1 | –        | 10       |
| 2. (15.)                     | 39       | Nicolas Bernardi | Jean-Marc Fortin    | Renault Clio S1600      | -                                   | A6 / JWRC | 5h19'25"0 | +5'11"9  | 8        |
| 3. (16.)                     | 46       | Xevi Pons        | Oriol Julià Pascual | Fiat Punto S1600        | -                                   | A6 / JWRC | 5h20'57"1 | +6'44"0  | 6        |
| 4. (21.)                     | 51       | Larry Cols       | Filip Goddé         | Renault Clio S1600      | -                                   | A6 / JWRC | 5h24'14"8 | +10'01"7 | 5        |
| 5. (24.)                     | 50       | Oliver Marshall  | Craig Parry         | Renault Clio S1600      | -                                   | A6 / JWRC | 5h33'23"9 | +19'10"8 | 4        |

| Principali ritiri | Principali ritiri | Principali ritiri    | Principali ritiri  | Principali ritiri       | Principali ritiri                   | Principali ritiri | Principali ritiri  | Principali ritiri |
| PS                | Nº                | Pilota               | Co-pilota          | Auto                    | Squadra                             | Classe            | Causa              | Pos.              |
| ----------------- | ----------------- | -------------------- | ------------------ | ----------------------- | ----------------------------------- | ----------------- | ------------------ | ----------------- |
| PS 2              | 17                | Nicolas Vouilloz     | Denis Giraudet     | Peugeot 206 WRC         | Bozian Racing                       | WRC               | Incidente          | 18º               |
| PS 3              | 7                 | Markko Märtin        | Michael Park       | Ford Focus RS WRC 04    | Ford BP Rallye Sport                | WRC               | Incidente          | 7º                |
| PS 3              | 10                | Dani Solà            | Xavier Amigò Colón | Mitsubishi Lancer WRC04 | Mitsubishi Motors Motor Sports MMSP | WRC               | Incidente          | 19º               |
| PS 3              | 11                | Armin Schwarz        | Manfred Hiemer     | Škoda Fabia WRC         | Škoda Motorsport                    | WRC               | Sospensione        | 16º               |
| PS 3              | 21                | Roman Kresta         | Jan Tománek        | Ford Focus RS WRC 02    | -                                   | WRC               | Incidente          | 8º                |
| PS 7              | 36                | Kris Meeke           | Chris Patterson    | Opel Corsa S1600        | -                                   | A6 / JWRC         | Asse posteriore    | 41º               |
| PS 9              | 12                | Toni Gardemeister    | Paavo Lukander     | Škoda Fabia WRC         | Škoda Motorsport                    | WRC               | Incendio           | 12º               |
| PS 9              | 32                | Urmo Aava            | Kuldar Sikk        | Suzuki Ignis S1600      | -                                   | A6 / JWRC         | Sospensione        | 18º               |
| PS 10             | 45                | Per-Gunnar Andersson | Jonas Andersson    | Suzuki Ignis S1600      | -                                   | A6 / JWRC         | Incidente          | 33º               |
| PS 11             | 5                 | Marcus Grönholm      | Timo Rautiainen    | Peugeot 307 WRC         | Marlboro Peugeot Total              | WRC               | Sospensione        | 4º                |
| PS 12             | 40                | Guerlain Chicherit   | Matthieu Baumel    | Citroën Saxo S1600      | -                                   | A6 / JWRC         | Motore             | 19º               |
| PS 12             | 43                | Jari-Matti Latvala   | Miikka Anttila     | Ford Fiesta S1600       | -                                   | A6 / JWRC         | Frizione           | 41º               |
| PS 17             | 2                 | Mikko Hirvonen       | Jarmo Lehtinen     | Subaru Impreza WRC2004  | 555 Subaru WRT                      | WRC               | Danno da incidente | 16º               |

Legenda
| Icona | Classe                                                                                  |
| ----- | --------------------------------------------------------------------------------------- |
| WRC   | Equipaggio di classe A8 che può conquistare punti per il campionato costruttori WRC     |
| WRC   | Equipaggio di classe A8 che non può conquistare punti per il campionato costruttori WRC |
| PWRC  | Equipaggio registrato al campionato PWRC                                                |
| JWRC  | Equipaggio registrato al campionato Junior WRC                                          |
|       | Ulteriori classificazioni                                                               |

### Prove speciali
| Frazione   | Data  | Prova | Ora   | Nome                | Lunghezza | Vincitori                         | Tempo   | Velocità media | Leader del rally                |
| ---------- | ----- | ----- | ----- | ------------------- | --------- | --------------------------------- | ------- | -------------- | ------------------------------- |
| Frazione 1 | 3 giu | PS1   | 19:00 | Lilea - Parnassos 1 | 2,25 km   | Marcus Grönholm Timo Rautiainen   | 1'53"1  | 71,62 km/h     | Marcus Grönholm Timo Rautiainen |
| Frazione 1 | 4 giu | PS2   | 07:53 | Rengini 1           | 11,84 km  | Harri Rovanperä Risto Pietiläinen | 8'39"7  | 82,02 km/h     | Marcus Grönholm Timo Rautiainen |
| Frazione 1 | 4 giu | PS3   | 08:21 | Elatia - Zeli 1     | 32,55 km  | Marcus Grönholm Timo Rautiainen   | 21'59"6 | 88,80 km/h     | Marcus Grönholm Timo Rautiainen |
| Frazione 1 | 4 giu | PS4   | 11:35 | Pavliani 1          | 24,45 km  | Petter Solberg Phil Mills         | 19'38"4 | 74,69 km/h     | Petter Solberg Phil Mills       |
| Frazione 1 | 4 giu | PS5   | 12:24 | Stromi 1            | 14,61 km  | Petter Solberg Phil Mills         | 11'36"4 | 75,53 km/h     | Petter Solberg Phil Mills       |
| Frazione 1 | 4 giu | PS6   | 13:27 | Eleftherohori       | 18,44 km  | Petter Solberg Phil Mills         | 11'24"4 | 97,00 km/h     | Petter Solberg Phil Mills       |
| Frazione 1 | 4 giu | PS7   | 16:18 | Pavliani 2          | 24,45 km  | Petter Solberg Phil Mills         | 20'31"9 | 71,45 km/h     | Petter Solberg Phil Mills       |
| Frazione 1 | 4 giu | PS8   | 17:07 | Stromi 2            | 14,61 km  | Petter Solberg Phil Mills         | 11'32"0 | 76,01 km/h     | Petter Solberg Phil Mills       |
| Frazione 1 | 4 giu | PS9   | 18:27 | Lilea - Parnassos 2 | 2,25 km   | François Duval Stéphane Prévot    | 1'54"9  | 70,50 km/h     | Petter Solberg Phil Mills       |
|            |       |       |       |                     |           |                                   |         |                | Petter Solberg Phil Mills       |
| Frazione 2 | 5 giu | PS10  | 08:46 | Amfissa 1           | 14,59 km  | Sébastien Loeb Daniel Elena       | 9'11"8  | 95,19 km/h     | Petter Solberg Phil Mills       |
| Frazione 2 | 5 giu | PS11  | 09:35 | Drosohori 1         | 28,68 km  | Petter Solberg Phil Mills         | 22'40"7 | 75,88 km/h     | Petter Solberg Phil Mills       |
| Frazione 2 | 5 giu | PS12  | 11:22 | Rengini 2           | 11,84 km  | Harri Rovanperä Risto Pietiläinen | 8'20"5  | 85,16 km/h     | Petter Solberg Phil Mills       |
| Frazione 2 | 5 giu | PS13  | 11:50 | Elatia - Zeli 2     | 32,55 km  | Sébastien Loeb Daniel Elena       | 21'27"9 | 90,99 km/h     | Petter Solberg Phil Mills       |
| Frazione 2 | 5 giu | PS14  | 15:24 | Amfissa 2           | 14,59 km  | Harri Rovanperä Risto Pietiläinen | 9'07"2  | 95,99 km/h     | Petter Solberg Phil Mills       |
| Frazione 2 | 5 giu | PS15  | 16:13 | Drosohori 2         | 28,68 km  | Petter Solberg Phil Mills         | 22'33"1 | 76,30 km/h     | Petter Solberg Phil Mills       |
| Frazione 2 | 5 giu | PS16  | 17:11 | Lilea - Parnassos 3 | 2,25 km   | Petter Solberg Phil Mills         | 1'53"6  | 71,30 km/h     | Petter Solberg Phil Mills       |
|            |       |       |       |                     |           |                                   |         |                | Petter Solberg Phil Mills       |
| Frazione 3 | 6 giu | PS17  | 08:01 | Dikastro 1          | 26,78 km  | Sébastien Loeb Daniel Elena       | 20'26"8 | 78,58 km/h     | Petter Solberg Phil Mills       |
| Frazione 3 | 6 giu | PS18  | 09:00 | Agios Stefanos 1    | 13,74 km  | Petter Solberg Phil Mills         | 9'46"4  | 82,69 km/h     | Petter Solberg Phil Mills       |
| Frazione 3 | 6 giu | PS19  | 09:38 | Styrfaka 1          | 9,00 km   | Sébastien Loeb Daniel Elena       | 6'24"3  | 84,31 km/h     | Petter Solberg Phil Mills       |
| Frazione 3 | 6 giu | PS20  | 12:14 | Dikastro 2          | 26,78 km  | Sébastien Loeb Daniel Elena       | 20'21"6 | 78,92 km/h     | Petter Solberg Phil Mills       |
| Frazione 3 | 6 giu | PS21  | 13:13 | Agios Stefanos 2    | 13,74 km  | Harri Rovanperä Risto Pietiläinen | 9'38"9  | 83,77 km/h     | Petter Solberg Phil Mills       |
| Frazione 3 | 6 giu | PS22  | 13:51 | Styrfaka 2          | 9,00 km   | Sébastien Loeb Daniel Elena       | 6'16"3  | 86,10 km/h     | Petter Solberg Phil Mills       |

## Classifiche mondiali
Classifica piloti
| Pos. | Pos. | Pilota          | Punti |
| ---- | ---- | --------------- | ----- |
| 1    |      | Sébastien Loeb  | 43    |
| 2    | 1    | Petter Solberg  | 38    |
| 3    | 1    | Markko Märtin   | 34    |
| 4    |      | Marcus Grönholm | 24    |
| 5    | 1    | François Duval  | 19    |
| 6    | 1    | Carlos Sainz    | 19    |
| 7    | 2    | Harri Rovanperä | 10    |
| 8    | 1    | Mikko Hirvonen  | 10    |
| 9    | 1    | Janne Tuohino   | 10    |
| 10   | 5    | Daniel Carlsson | 6     |
| 11   | 1    | Freddy Loix     | 4     |
| 12   | 1    | Gilles Panizzi  | 4     |
| 13   | N    | Manfred Stohl   | 3     |
| 14   | 1    | Henning Solberg | 3     |
| 15   | 2    | Jussi Välimäki  | 2     |
| 16   | 2    | Alistair Ginley | 2     |
| 17   | 1    | Olivier Burri   | 1     |
| 17   | 1    | Miguel Campos   | 1     |
| 17   | N    | Armodios Vovos  | 1     |

Classifica costruttori WRC
| Pos. | Pos. | Squadra                             | Punti |
| ---- | ---- | ----------------------------------- | ----- |
| 1    | 1    | Citroën Total WRT                   | 65    |
| 2    | 1    | Ford BP Rallye Sport                | 60    |
| 3    |      | 555 Subaru WRT                      | 50    |
| 4    |      | Marlboro Peugeot Total              | 39    |
| 5    |      | Mitsubishi Motors Motor Sports MMSP | 9     |